# لحظه‌ای مانند این
لحظه‌ای مانند این (به انگلیسی: A Moment Like This) یکی از مشهورترین آهنگ‌های کلی کلارکسون و هم چنین در آمریکا شناخته می‌شود. او با اجرای این آهنگ که برای پیروزی در امریکن آیدل ساخته بود، چشم‌ها را خیره کرد. در واقع دلیل اصلی پیروزی او در برد امریکن آیدل، این تک‌آهنگ بود. این آهنگ در نخستین آلبوم او »Thankful« (سپاس) قرار گرفت. ویدئوی این ترانه در
هالیوود فیلمبرداری شد و در آن بجش‌هایی از اجرای کلی در امریکن آیدل نیز جای داده شده بود. این آلبوم توسط شرکت پخش RCA Records در ۱۷ سپتامبر ۲۰۰۳ وارد بازار شد.
در هنگام اکران این سینگل در فهرست ۱۰۰ اثر برتر بیلبورد
در مدت کوتاهی از رتبهٔ ۵۲ به رتبهٔ نخست رسید. نخستین انتشار از این سینگل به فروش ۲۳۶٬۰۰۰ کپی
از آن در هفتهٔ نخست در آمریکا رسید. این سینگل در کانادا به مدت پنج هفته صدرنشین بود .